# Hermanos Stahl

## Biografía
Jorge Stahl nació en Puebla en 1886.
Jorge Stahl inició sus actividades cinematográficas a la edad de 18 años.
Su primer proyector y lote de películas de cortometraje los adquirió en la
Exposición Mundial de San Luis Misuri en 1904. En ese mismo año, hizo
su primera exhibición en el Teatro Apolo, hoy Cine Cuauhtémoc, el
sábado 7 de diciembre de 1904.
Al año siguiente Jorge Stahl, en sociedad con sus hermanos Carlos y
Alfonso Stahl fundó la Empresa exhibidora y alquiladora de películas «Stahl
Hermanos». En abril de 1905 inauguraron El Salón Verde, primera sala
de cine en la capital tapatía. Era un salón pequeño ubicado frente a la
Catedral en el Portal Morelos, que constaba de cuatrocientas sillas y
una pianola. Rápidamente se convirtió en sitio de reunión de la Sociedad
Tapatía. La empresa de los Stahl ofreció, además, funciones en el
¨Teatro Apolo¨, el ¨Teatro Principal¨ y en el ¨Hotel Humboldt¨. 
Sus primeras películas realizadas en este mismo año fueron: ¨Paseo en los Portales¨.
¨Salida de la misa de doce.¨ ¨Paseo a los Colomos¨, ¨Los patinadores¨; El
escenario de esta última película era la Avenida Juárez, entre las calles de
Pavo y Escocia. Los protagonistas fueron jóvenes tapatios amantes del
patinaje.
En 1907 ¨Ladrón de Bicicletas¨ fue otra producción de los Stahl, la cual
dirigieron, fotografiaron y además fueron laboratoristas. La trama se
desarrollaba en varias calles por donde era seguido el "caco", con meta
final en la presa del Agua Azul, hasta donde lo perseguían los policías.
Pero antes de dejarse aprehender y siguiendo veloz carrera montado en la
máquina robada, se arrojaba en las aguas del lago, sepultando así el cuerpo
del delito y reapareciendo en la orilla opuesta, donde reía burlonamente de
sus perseguidores. La cinta concluye con la captura del ladrón.
Desgraciadamente los innovadores hermanos Stahl no tuvieron gran ayuda de las autoridades,
ya que consideraban la cámara cinematográfica como "inseguridad pública"
por la curiosidad que causaba en la gente, que solía aglomerarse para mirar
lo que ocurría. En esta toma de Ladrón de Bicicletas el coronel España,
jefe político de Guadalajara, persiguió a los culpables del desorden
público hasta el Agua Azul, lugar donde culminó la acción.
Después Jorge se fue para el Distrito Federal donde abrió estudios de 
cine, el último llamado Estudios San Ángel.